# 管念慈

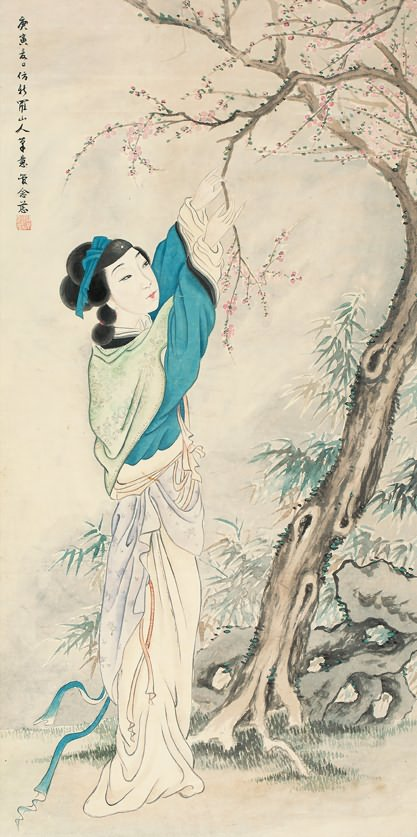
管念慈的《折梅圖》

管念慈（？—1909年），字劬安，號横山樵客，是清末江蘇蘇州畫家、書法家。

## 生平
光緒年間入北京清廷任職，并奉旨改號蘧安，他被光緒帝稱作橫山先生。晚年寓居上海，與吳友如一起為《點石齋畫報》繪製插畫。 他是管平湖之父。
會彈古琴，琴藝師從北京琴人俞香甫，管平湖習琴即啟蒙於管念慈。